# In the Hollies Style
In the Hollies Style is het tweede studioalbum van The Hollies. Het was ook hun tweede album dat in 1964 uitkwam.

## Geschiedenis
Het album werd opgenomen in de Abbey Road Studios onder leiding van Ron Richards. In tegenstelling tot zijn voorganger verscheen het eerst alleen in een monoversie: de Britten waren gezien de magere verkopen van de stereoversie van hun debuutalbum nog niet aan stereo toe. De band zat in een overgangsfase: er werden nog wel liedjes van anderen opgenomen, maar op het album staan ook een aantal liedjes van de heren zelf. De naam L. Ransford staat voor Clarke/Hicks/Nash.
In tegenstelling tot zijn voorganger en zijn opvolger haalde In the Hollies Style geen notering in de Britse albumlijst.

## Musici
- Allan Clarke – zang
- Tony Hicks – gitaar, zang
- Graham Nash – slaggitaar, zang
- Eric Haydock – basgitaar
- Bobby Elliott – slagwerk, percussie

## Muziek
Alle van Ransford, behalve waar aangegeven:

### Britse versie
| Nr. | Titel                                                                                             | eerste stem           | Duur |
| --- | ------------------------------------------------------------------------------------------------- | --------------------- | ---- |
| 1.  | Nitty Gritty/Something's got a hold on me (Lincoln Chase/Etta James, Leroy Kirkland, Pearl Woods) | Clarke                | 4:13 |
| 2.  | Don't you know                                                                                    | Clarke                | 1:57 |
| 3.  | To you my love                                                                                    | Nash                  | 2:08 |
| 4.  | It's in her kiss (Rudy Clark)                                                                     | Clarke, Nash en Hicks | 2:15 |
| 5.  | Time for love                                                                                     | Clarke                | 2:31 |
| 6.  | What kind of boy (Big Dee Irwin)                                                                  | Clarke                | 2:39 |

| Nr. | Titel                                     | eerste stem           | Duur |
| --- | ----------------------------------------- | --------------------- | ---- |
| 1.  | Too much monkey business (Chuck Berry)    | Clarke, Nash en Hicks | 2:28 |
| 2.  | I thought of you last night (Ralph Freed) | Clarke en Nash        | 2:18 |
| 3.  | Please don't feel too bad                 | Clarke                | 2:27 |
| 4.  | Come on home                              | Clarke en Nash        | 1:53 |
| 5.  | You'll be mine                            | Clarke                | 2:02 |
| 6.  | Set me free                               | Clarke en Nash        | 2:28 |

### Canadese versie
Het album werd onder dezelfde titel uitgebracht in Canada, maar kreeg andere nummers mee:

| Nr. | Titel                                      | Duur |
| --- | ------------------------------------------ | ---- |
| 1.  | I'm alive (Clint Ballard, Jr.)             | 2:24 |
| 2.  | You know he did                            | 2:01 |
| 3.  | Honey and wine (Gerry Goffin, Carole King) | 2:28 |
| 4.  | Mickey's monkey                            | 2:29 |
| 5.  | Come on back                               | 2:10 |
| 6.  | We're through                              | 2:15 |

| Nr. | Titel                           | Duur |
| --- | ------------------------------- | ---- |
| 1.  | Yes I will (Goffin, King)       | 2:57 |
| 2.  | Don't you know                  | 1:57 |
| 3.  | To you my love                  | 2:08 |
| 4.  | Time for love                   | 2:31 |
| 5.  | What kind of boy (Irwin)        | 2:39 |
| 6.  | Too much monkey busines (Berry) | 2:28 |